# Ramularia taraxaci
Ramularia taraxaci är en svampart som beskrevs av P. Karst. 1884. Ramularia taraxaci ingår i släktet Ramularia och familjen Mycosphaerellaceae.   Inga underarter finns listade i Catalogue of Life.